# Katrin Neumann

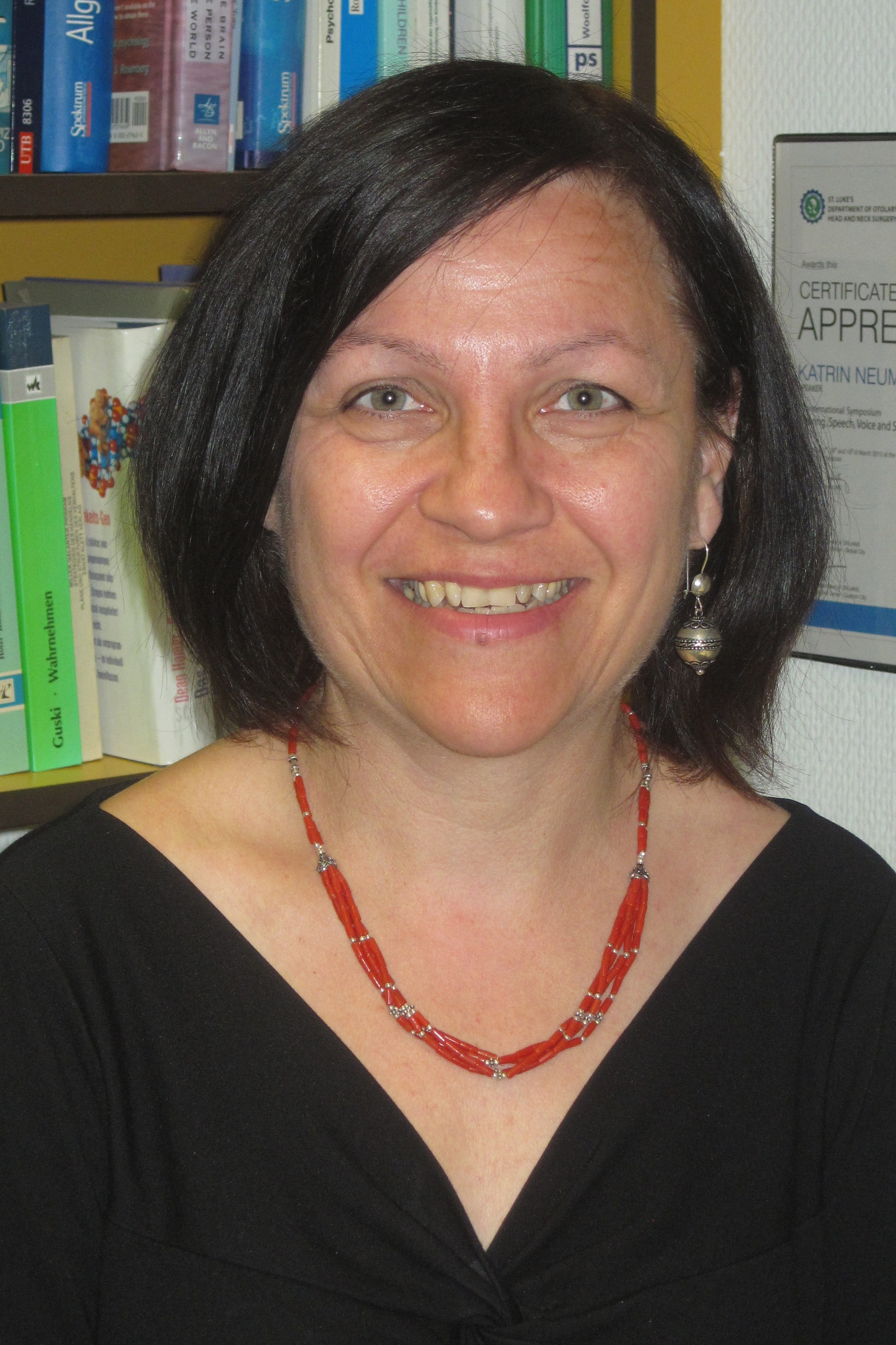
Katrin Neumann

Katrin Johanna Neumann (* 1. Oktober 1961 in Meiningen) ist eine deutsche Fachärztin für Phoniatrie und Pädaudiologie und Professorin an der Wilhelms-Universität Münster. Zuvor war sie bis 2019 Professorin an der Ruhr-Universität Bochum. Ihre Forschungsschwerpunkte liegen auf kindlichen Hörstörungen, dem Stottern und der kindlichen Sprachentwicklung.

## Werdegang
Katrin Neumann wuchs als erstes von drei Kindern bis zu ihrem 20. Lebensjahr in Meiningen auf und besuchte dort die Schule. Sie legte am Henfling-Gymnasium Meiningen ihr Abitur ab. Da sie ursprünglich Berufsmusikerin werden wollte, erlernte sie über viele Jahre hinweg das Spiel auf dem Violoncello und erhielt Gesangsunterricht.
Von 1981 bis 1987 studierte sie Humanmedizin an der Karl-Marx-Universität Leipzig. Nach dem Studium war sie als wissenschaftliche Angestellte in der Abteilung Neurophysiologie des Instituts für Physiologie an der Universität tätig. Ihre Diplomarbeit schrieb Neumann gegen Ende der Studienzeit über das Thema „Lerncomputer/Lernprogramme in der Physiologie-Ausbildung von Studenten der Humanmedizin“.
1988 wechselte sie in die Fachklinik Hornheide in Münster. Dort arbeitete Neumann als Assistenzärztin in der Abteilung für plastische Chirurgie, was sie nach eigenen Angaben nicht erfüllte. 1991 schrieb sie ihre Dissertation zum Thema „Dendritenentwicklung am Beispiel von Neuronen des Colliculus superior von Katze und Ratte“ am Institut für Physiologie der Universität Leipzig und wechselte noch im gleichen Jahr nach Wiesbaden in die dortigen Dr.-Horst-Schmidt-Kliniken. Hier bildete sie sich bis 1996 zur Fachärztin für Hals-Nasen-Ohren-Heilkunde weiter. 1997 ging Neumann an das Universitätsklinikum Frankfurt am Main, um sich dort weitere drei Jahre zur Fachärztin für Phoniatrie und Pädaudiologie weiterbilden zu lassen. Auf dem Gebiet der Phoniatrie ließen sich ihr Beruf und ihre Musikalität miteinander verbinden. Im Jahr 2000 wurde sie Oberärztin in der Klinik für Phoniatrie und Pädaudiologie im Universitätsklinikum Frankfurt am Main. 2005 habilitierte sich Katrin Neumann zum Thema „Cerebral Correlates of Stuttering in FMRI and their Therapy-Induced Changes“.
Ab September 2005 war sie als Associate Professor und ab 2007 als Gastprofessorin in der Abteilung Phoniatrie des Universitair Medisch Centrum Utrecht als Dozentin des Master-Studienganges „Logopedic Science“ tätig. Im Mai 2007 wurde Neumann an der Goethe-Universität Frankfurt am Main Professorin für Phoniatrie und Pädaudiologie.
Unter maßgeblicher Mitwirkung von Katrin Neumann wurde in Hessen ein Neugeborenen-Hörscreening eingeführt.
Von 2012 bis 2019 war sie Leitende Ärztin der Abteilung für Phoniatrie und Pädaudiologie des St. Elisabeth-Hospitals (Universitätsklinik für Hals-, Nasen- und Ohrenheilkunde) und des CI-Zentrums Ruhrgebiet in Bochum. 2020 wechselte Katrin Neumann an das Universitätsklinikum Münster und ist dort Direktorin der Klinik für Phoniatrie und Pädaudiologie.
Zurzeit arbeitet Katrin Neumann unter anderem mit an der 2k-Leitlinie zur Verbesserung der Therapie von Sprachentwicklungsstörungen der Deutschen Gesellschaft für Phoniatrie und Pädaudiologie (DGPP), deren Fertigstellung für das Jahr 2022 geplant ist.
Mehrmals im Jahr, meist in ihrer Freizeit, reist Katrin Neumann in Entwicklungsländer. Sie bildet dort Nachwuchsmediziner in Pädaudiologie weiter, damit bei allen Neugeborenen Hörscreenings durchgeführt werden können.
Katrin Neumann ist Mutter von drei volljährigen Kindern.

## Mitgliedschaften
- Deutsche Gesellschaft für Phoniatrie und Pädaudiologie (DGPP), kooptiertes Präsidiumsmitglied (WHO)
- Deutsche Gesellschaft für Audiologie (DGA)
- Arbeitsgemeinschaft deutschsprachiger Audiologen und Neurootologen (ADANO)
- Technology Committee der Coalition for Global Hearing Health, als Leiterin

## Auszeichnungen
- 2001: KKH-Innovationspreis für das Modellprojekt „Neugeborenen-Hörscreening in Hessen“
- 2002: Geers-Stiftungspreis  für das Modellprojekt „Neugeborenen-Hörscreening in Hessen“
- 2008: Annelie-Frohn-Preis für maßgebliche Neu-Entwicklungen auf dem Gebiet der Förderung hör- und sprachbehinderter Kinder für das Projekt „Einführung einer flächendeckenden Sprachstandserfassung für Vierjährige in Hessen“[8]
- 2014: European Phoniatrics Hearing EUHA Award  (in Moskau) für Bochumer Auditive und Sprachdiskriminations(BASD)-Test[9]
- 2021: Verdienstmedaille der Deutsche Gesellschaft für Phoniatrie und Pädaudiologie für jahrzehntelanges Forschen zu Fragen rund um die Themen Hören, Stimme, Sprache und Sprechen[10]

## Publikationen (Auswahl)
- Sebastian Hoth und Katrin Neumann: Das OAE-Handbuch. Thieme, Stuttgart 2006, ISBN 978-3-13-142561-4.
- Sebastian Hoth, Roland Mühler, Katrin Neumann, Martin Walger: Objektive Audiometrie im Kindesalter. Springer, Berlin-Heidelberg 2014, ISBN 978-3-642-44935-2.